# Jacob Ouedraogo
 (janvier 2025).
La mise en forme du texte ne suit pas les recommandations de Wikipédia : il faut le « wikifier ».
Les points d'amélioration suivants sont les cas les plus fréquents :
- Les titres sont pré-formatés par le logiciel. Ils ne sont ni en capitales, ni en gras.
- Le texte ne doit pas être écrit en capitales (les noms de famille non plus), ni en gras, ni en italique, ni en « petit »…
- Le gras n'est utilisé que pour surligner le titre de l'article dans l'introduction, une seule fois.
- L'italique est rarement utilisé : mots en langue étrangère, titres d'œuvres, noms de bateaux, etc.
- Les citations ne sont pas en italique mais en corps de texte normal. Elles sont entourées par des guillemets français : « et ».
- Les listes à puces sont à éviter, des paragraphes rédigés étant largement préférés. Les tableaux sont à réserver à la présentation de données structurées (résultats, etc.).
- Les appels de note de bas de page (petits chiffres en exposant, introduits par l'outil «  Source ») sont à placer entre la fin de phrase et le point final[comme ça].
- Les liens internes (vers d'autres articles de Wikipédia) sont à choisir avec parcimonie. Créez des liens vers des articles approfondissant le sujet. Les termes génériques sans rapport avec le sujet sont à éviter, ainsi que les répétitions de liens vers un même terme.
- Les liens externes sont à placer uniquement dans une section « Liens externes », à la fin de l'article. Ces liens sont à choisir avec parcimonie suivant les règles définies. Si un lien sert de source à l'article, son insertion dans le texte est à faire par les notes de bas de page.
- La présentation des références doit suivre les conventions bibliographiques. Il est recommandé d'utiliser les modèles {{Ouvrage}}, {{Chapitre}}, {{Article}}, {{Lien web}} et/ou {{Bibliographie}}. Le mode d'édition visuel peut mettre en forme automatiquement les références.
- Insérer une infobox (cadre d'informations à droite) n'est pas obligatoire pour parachever la mise en page.

Pour une aide détaillée, merci de consulter Aide:Wikification.
Si vous pensez que ces points ont été résolus, vous pouvez retirer ce bandeau et améliorer la mise en forme d'un autre article.
 (janvier 2025).
 (janvier 2025).
Si vous disposez d'ouvrages ou d'articles de référence ou si vous connaissez des sites web de qualité traitant du thème abordé ici, merci de compléter l'article en donnant les références utiles à sa vérifiabilité et en les liant à la section « Notes et références ».
Jacob Ouedraogo (né le 12 avril 1960 à Tibou, dans la province du Loroum, Burkina Faso) est un administrateur civil, homme politique et diplomate burkinabé ayant contribué au développement local, à la décentralisation et à la diplomatie, il a occupé plusieurs fonctions au sein de l’administration publique, du parlement et de la représentation internationale du Burkina Faso.

## Biographie

### Formation académique
- Diplôme en administration générale, École nationale d'administration et de magistrature (ENAM), Ouagadougou (1987) ;
- Diplôme en management du développement régional et de la décentralisation, Washington International Management Institute (WIMI), États-Unis (1998) ;
- Certificat en techniques de déconcentration et de décentralisation, Institut international d'administration publique (IIAP), Paris (1990)

## Carrière
Jacob Ouedraogo a occupé plusieurs fonctions dans l’administration publique.
- Haut-commissaire de la province de Sanmatenga (1991-1994) :
Supervision de projets de développement local et gestion des crises humanitaires.
- Haut-commissaire de la province du Yatenga (1994-2000) :
Promotion de l’enseignement bilingue en partenariat avec l’Œuvre suisse d'entraide ouvrière (OSEO).
- Haut-commissaire de la province de Oubritenga (2000-2004) :
Développement des infrastructures rurales et gestion des projets de coopération transfrontalière avec le Ghana.
- Gouverneur de la région du Centre-Est (2004-2007) :
Coordination des politiques publiques régionales et gestion des crises sociales.
Réalisations notables :
- Création de cadres de concertation pour renforcer la gouvernance locale.
- Supervision de projets de développement rural, d’éducation et de santé.

### Carrière parlementaire
Jacob Ouedraogo a été élu député à l’Assemblée nationale pour deux mandats (2007-2012 et 2015-2018). 
- Président de la Commission des affaires générales, institutionnelles et des droits humains (CAGIDH) : supervision des travaux parlementaires sur les lois relatives aux droits humains et à la gouvernance.
-Président de la commission d’enquête parlementaire sur les subventions publiques dans le secteur de la santé : publication de rapports adoptés par l’Assemblée nationale.
-Vice-président du Comité interparlementaire de l’UEMOA : participation à des missions de médiation en Guinée-Bissau et au Togo.
- Réalisations

- Adoption de lois majeures sur la gouvernance et les droits humains.
- Mise en œuvre d’enquêtes parlementaires sur des sujets stratégiques.

### Diplomatie
De 2018 à 2023, Jacob Ouedraogo a été Ambassadeur extraordinaire et plénipotentiaire du Burkina Faso auprès des républiques du Sénégal, de la Mauritanie, de la Gambie, de la Guinée-Bissau et du Cabo Verde.
- Réalisations notables

- Organisation des **Journées de promotion culturelle et économique du Burkina Faso** à Dakar en 2019.
- Lancement de la **carte consulaire biométrique** pour les Burkinabés vivant à l’étranger.